# 패트리어트: 늪 속의 여우
《패트리어트 : 늪 속의 여우》(영어:  The Patriot)는 2000년에 공개된 미국의 서사 영화이자 역사 영화이다.

## 줄거리
1776년 미국 독립 전쟁 중, 프렌치 인디언 전쟁 참전 용사이자 7남매를 둔 홀아비 벤자민 마틴은 찰스턴으로 소집되어 사우스캐롤라이나주 의회에서 대륙육군 지원에 대한 세금 부과 투표에 참여한다. 벤자민은 영국과의 전쟁을 두려워하고 자신이 싸우지 않을 때 다른 사람들을 싸우게 하고 싶지 않아 기권한다. 하지만 투표는 통과되었고, 벤자민의 장남 가브리엘은 아버지의 뜻을 거슬러 대륙군에 입대한다.
4년 후인 1780년, 찰스턴이 영국 육군에 함락되고, 부상을 입은 가브리엘은 반란군의 소식을 가지고 집으로 돌아온다. 마틴 가족은 부상당한 영국군과 미군을 돌보는데, 대령 윌리엄 태빙턴이 이끄는 영국 드라군이 도착한다. 태빙턴은 마틴 가족의 아프리카계 미국인 노예들을 군에 강제 징집하고 가브리엘을 스파이로 체포한다. 가브리엘의 동생 토마스가 그를 풀어주려 하지만, 태빙턴은 토마스를 죽이고 마틴 가족의 집을 불태우고 부상당한 모든 미군들을 처형하라고 명령한다. 영국군이 떠난 후, 벤자민과 그의 두 어린 아들은 가브리엘을 수송하는 영국군 호송대를 기습한다. 벤자민은 자식들 앞에서 병사들 중 한 명을 제외한 모두를 살육한다.
가브리엘은 대륙군에 다시 합류하고, 벤자민도 곧 동생 샬럿의 보살핌을 받으며 어린 자식들을 남겨두고 뒤따른다. 벤자민은 그의 옛 지휘관인 해리 버웰 대령을 만나는데, 그는 벤자민을 대령으로 임명하여 민병대 부대를 모집하게 하고 가브리엘을 아버지의 지휘 아래 둔다. 벤자민은 콘월리스 경의 연대를 게릴라전으로 약화시키는 임무를 맡는다. 프랑스군 장 빌뇌브 소령은 민병대 훈련을 돕고 더 많은 프랑스 지원을 약속한다. 가브리엘은 아버지에게 빌뇌브와 다른 민병대원들이 왜 포트 윌더니스를 자주 언급하는지 묻고, 벤자민은 영국군으로 싸울 때 벤자민과 그의 부하들이 블루리지산맥에서 프랑스 군인들에 의해 영국 식민지 주민들에게 자행된 잔학 행위를 발견했다고 말한다. 분노한 그들은 포트 윌더니스에서 후퇴하는 프랑스군을 따라잡아 두 명을 제외한 모두를 죽였다. 생존자들은 동료들의 잘린 머리를 체로키족에게 바쳐야 했고, 이는 부족이 프랑스를 배신하도록 설득했다. 영웅으로 여겨졌지만, 벤자민은 자신을 용서하지 않았다.
벤자민의 민병대는 콘월리스의 개인 소지품과 두 마리의 그레이트 데인을 포함한 많은 영국군 순찰대와 보급품 수송대를 기습하고, 콘월리스에게 필요한 다리와 나루터를 불태운다. 벤자민이 포로로 잡힌 부하들을 풀어주기 위해 불명예스럽고 당혹스러운 계략을 사용한 후, 콘월리스는 태빙턴에게 그를 체포하기 위해 가능한 모든 것을 허용한다.
지역 왕당파인 윌킨의 도움으로, 태빙턴은 여러 민병대원들의 집을 불태우고 그들의 가족을 처형한다. 벤자민 가족은 샬럿의 농장을 떠나 이전에 노예였던 주민들이 있는 굴라 정착촌에서 산다. 그곳에서 가브리엘은 약혼녀 앤과 결혼한다. 태빙턴의 여단은 앤의 마을을 습격하고 앤을 포함한 모든 사람을 교회에 모은다. 그들이 비밀리에 민병대를 돕고 있다는 것을 알고, 그는 그들의 야영지 위치를 요구한다. 한 마을 사람이 위치를 알려주었음에도 불구하고, 태빙턴은 교회를 불태워 안에 있는 모든 사람을 죽인다. 비극을 알게 된 가브리엘과 다른 몇몇 병사들은 태빙턴의 진영을 공격하는데, 태빙턴은 도주하기 전에 가브리엘을 죽인다. 벤자민은 탈영을 고려하지만, 가브리엘이 고쳐놓은 미국 국기를 보고 아들의 애국적인 헌신을 떠올리며 다른 사람들과 다시 합류하기로 결심한다.
마틴은 콘월리스의 자만심을 역이용하는 전장 전술을 고안한다. 마틴의 민병대는 대륙육군 연대에 합류하여 카우펜스에서 콘월리스의 군대와 맞선다. 벤자민과 태빙턴은 개인적인 전투를 벌인다. 태빙턴은 벤자민에게 상처를 입히고 최후의 일격을 가하려 하지만, 벤자민은 공격을 피하고 태빙턴을 찔러 죽인다. 전투는 대륙군의 승리로 끝나고 콘월리스는 후퇴한다.
콘월리스는 요크타운에서 포위되어 그의 부하가 미국과 프랑스 연합군에게 항복한다. 그 후 벤자민은 가족에게 돌아가고, 그의 옛 민병대가 가브리엘이 새로운 세상을 건설하겠다는 꿈을 기리기 위해 그의 집을 재건했음을 알게 된다.

## 한국판 성우진

### MBC (2003년 1월 31일)
- 양지운 - 마틴(멜 깁슨)
- 황윤걸 - 태빙턴 대령(제이슨 아이삭스)
- 표영재 - 게브리얼(히스 레저)
- 김태훈 - 콘월리스 장군(톰 윌킨슨)
- 윤성혜 - 샬롯(조엘리 리처드슨)
- 김용식
- 박태호
- 이종오
- 이종혁
- 이미자
- 송준석
- 이철용
- 오주연
- 정남
- 최한
- 김지영
- 이자옥
- 이상훈
- 고성일
- 방성준
- 이원찬
- 박신희
- 정재헌

### SBS (2008년 8월 1일)
- 신성호 - 마틴(멜 깁슨)
- 성완경 - 게브리얼(히스 레저)
- 강구한 - 태빙턴 대령(제이슨 아이삭스)
- 윤소라 - 샬럿(조엘리 리차드슨)
- 이근욱 - 콘월리스 장군(톰 윌킨슨)
- 김준 - 버웰 대령(크리스 쿠퍼)
- 손정아 - 네이선(트레버 모건)
- 강희선 - 앤(리사 브레너)
- 송연희 - 새뮤얼(브라이언 채핀)
- 이선호 - 윌리엄(로건 레먼)
- 박영화 - 하워드(조이 D. 비에이라)
- 배주영 - 마거릿(미카 부렘)
- 송준석 - 오하라(피터 우드워드)
- 엄상현 - 오컴(제이 알렌 존스)
- 정재헌 - 빌레네브(체키 카리오)